# Matthias Stickler

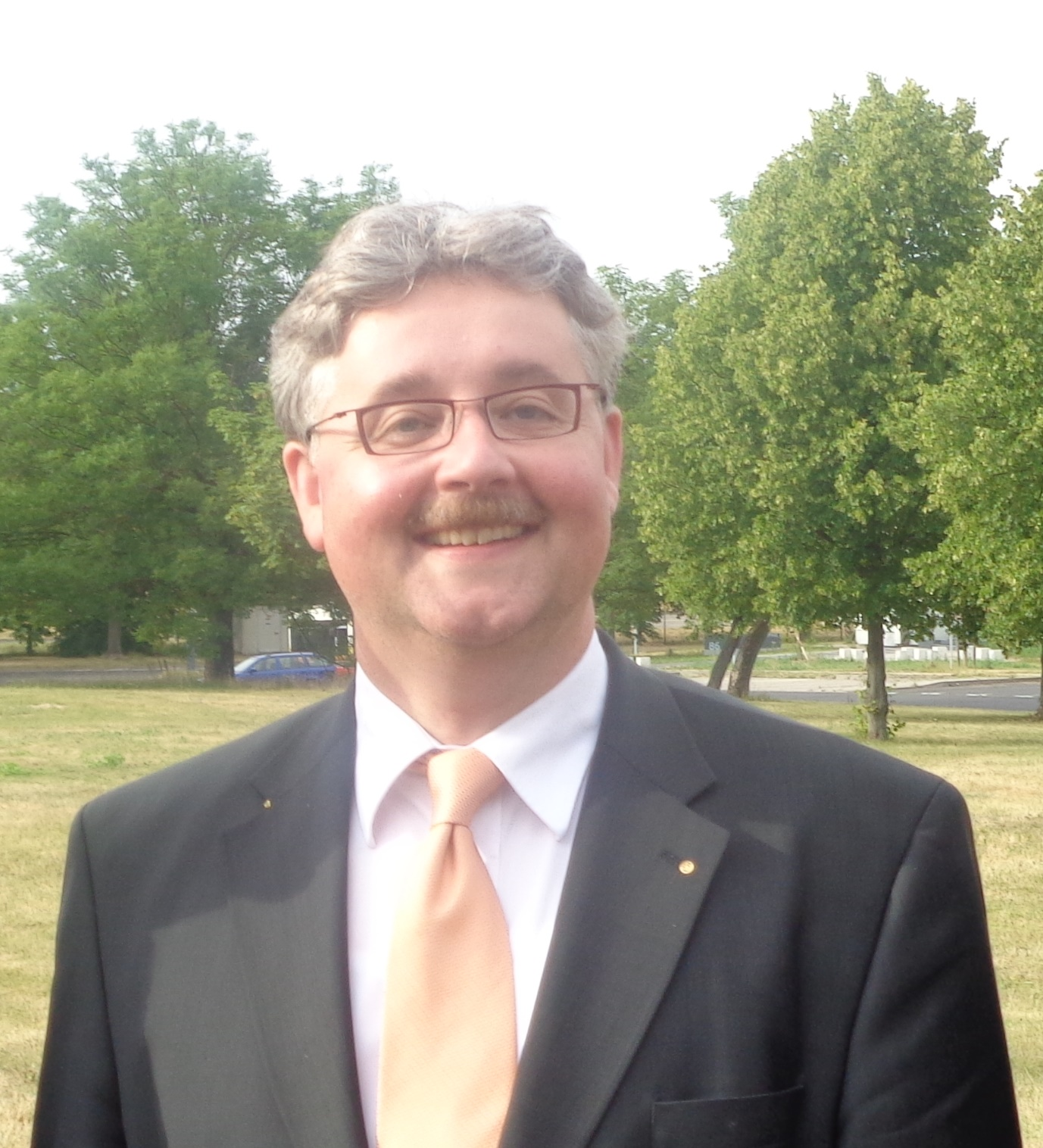
Matthias Stickler

Matthias Stickler (* 31. Mai 1967 in Aschaffenburg) ist ein deutscher Historiker und Hochschullehrer.

## Werdegang
Stickler besuchte das Karl-Theodor-von-Dalberg-Gymnasium in Aschaffenburg und erwarb dort 1986 die Allgemeine Hochschulreife. Sein jüngerer Bruder ist der Althistoriker Timo Stickler.
Von 1986 bis 1988 leistete Matthias Stickler seinen Wehrdienst und wurde Zeitsoldat, zuletzt (2004) war er Hauptmann der Reserve bei den Pionieren. Von 1988 bis 1993 studierte er Geschichte, Germanistik und Sozialkunde für das Lehramt an der Julius-Maximilians-Universität Würzburg. 1993 wurde er Mitglied der katholischen Studentenverbindung KDStV Gothia-Würzburg im Cartellverband der katholischen deutschen Studentenverbindungen (CV). Nach der Ersten Staatsprüfung wurde er 1997 mit einer Doktorarbeit bei Harm-Hinrich Brandt zum Dr. phil. promoviert.
Anschließend war er Wissenschaftlicher Assistent am Lehrstuhl für Neuere und Neueste Geschichte II der Universität Würzburg bei Harm-Hinrich Brandt und, ab 2000, bei Wolfgang Altgeld. Er habilitierte sich 2003 und erhielt die Venia legendi für Neuere und Neueste Geschichte. Die Würzburger Philosophische Fakultät I ernannte ihn 2008 zum Beauftragten für den Bologna-Prozess.
2010 wurde Stickler zum apl. Professor an der Universität Würzburg bestellt. Seine Hauptforschungsgebiete sind Flucht und Vertreibung Deutscher aus Mittel- und Osteuropa 1945–1950 und ihre Integration in Westdeutschland. Weitere Interessensgebiete sind Habsburgermonarchie, Vergleichende Völkermordforschung, Widerstand gegen den Nationalsozialismus, Universitätsgeschichte und Studentengeschichte. Am 1. Oktober 2011 wurde er zum wissenschaftlichen Leiter des Instituts für Hochschulkunde bestellt. Seit 2014 unterstützt er den Verein für corpsstudentische Geschichtsforschung bei der Herausgabe des Jahrbuchs Einst und Jetzt. Nach wie vor liest er auch an der Universität Bonn und der Universität Mainz.
2021 wurde Stickler aufgrund seiner wissenschaftlichen Leistungen zum ordentlichen Mitglied der Geisteswissenschaftlichen Klasse der Sudetendeutschen Akademie der Wissenschaften und Künste berufen. Er ist Alter Herr und Philistersenior der KDStV Gothia-Würzburg im CV und Bandphilister der KAV Capitolina Rom im CV.

## Ehrenämter
Staatsminister Bernd Neumann berief Stickler 2009 in den wissenschaftlichen Beraterkreis der Stiftung Flucht, Vertreibung, Versöhnung.
Die Universität Würzburg bestellte ihn 2012 zum Beauftragten im Vorstand der Deutschen Gesellschaft für Hochschulkunde. Er ist Vertrauensdozent der Hanns-Seidel-Stiftung und Mitglied der Vereinigung für Verfassungsgeschichte.

## Veröffentlichungen (Auswahl)
- Erzherzog Albrecht von Österreich – Selbstverständnis und Politik eines konservativen Habsburgers im Zeitalter Kaiser Franz Josephs. Matthiesen Verlag, Husum 1997 (= Historische Studien, Band 450), ISBN 978-3-7868-1450-4.
- mit Harm-Hinrich Brandt (Hrsg.): Der Burschen Herrlichkeit. Geschichte und Gegenwart des studentischen Korporationswesens (= Veröffentlichungen des Stadtarchivs Würzburg, Band 8), Verlag Ferdinand Schöningh, Würzburg 1998, ISBN 3-87717781-6.
- mit Bernhard Grün, Johannes Schellakowsky und Peter Süß (Hrsg.): Zwischen Korporation und Konfrontation. Beiträge zur Würzburger Universitäts- und Studentengeschichte, SH-Verlag, Köln 1999, ISBN 3-89498070-2.
- Organisation, Selbstverständnis und heimatpolitische Zielsetzungen der deutschen Vertriebenenverbände 1949–1972 (= Forschungen und Quellen zur Zeitgeschichte, Band 46), Droste Verlag, Düsseldorf 2004, ISBN 3-7700-1896-6.
- Portraits zur Geschichte des deutschen Widerstands (= Historische Studien der Universität Würzburg, Band 6), Marie Leidorf Verlag, Rahden/Westfalen 2005, ISBN 3-89646838-3.
- mit Wolfgang Altgeld (Hrsg.): „Italien am Main“. Großherzog Ferdinand III. der Toskana als Kurfürst und Großherzog von Würzburg (= Historische Studien der Universität Würzburg, Band 7), Marie Leidorf Verlag, Rahden/Westf. 2007, ISBN 3-89646839-1.
- Neuanfang und Kontinuität. Würzburg in der Weimarer Republik. In: Ulrich Wagner (Hrsg.): Geschichte der Stadt Würzburg. Band III/1–2: Vom Übergang an Bayern bis zum 21. Jahrhundert. Theiss, Stuttgart 2007, ISBN 978-3-8062-1478-9, S. 177–195 und 1268–1271.
- mit Markus A. Denzel und Matthias Asche (Hrsg.): Religiöse und konfessionelle Minderheiten als wirtschaftliche und geistige Eliten (16. bis frühes 20. Jahrhundert) (= Deutsche Führungsschichten in der Neuzeit, Band 28), Winkel Stiftung, St. Katharinen 2009, ISBN 978-3-89590-177-5.
- Bayerische Landeszentrale für politische Bildungsarbeit (Hrsg.), Matthias Asche, Thomas Nicklas, Matthias Stickler (Koordination): „Was vom Alten Reiche blieb“. Deutungen, Institutionen und Bilder des frühneuzeitlichen Heiligen Römischen Reiches Deutscher Nation im 19. und frühen 20. Jahrhundert, München 2011.
- Die Krise der Deutschen Burschenschaft. In: Frankfurter Allgemeine Zeitung vom 14. Februar 2014, Online-Version.
- mit Michaela Neubert: Jahreskalender der Deutschen Gesellschaft für Hochschulkunde (DGfH)
  - 2016, mit dem thematischen Schwerpunkt „Das paritätische und jüdische Verbindungswesen“. In: Einst und Jetzt, Bd. 61 (2016), S. 383–418.
  - 2017, mit dem thematischen Schwerpunkt „Universitäten in Franken“. In: Einst und Jetzt, Bd. 62 (2017), S. 383–418.
  - 2018, mit dem thematischen Schwerpunkt „150 Jahre Deutsche Landsmannschaft“. In: Einst und Jetzt, Bd. 63 (2018), S. 383–418.
- „... darum nennen wir uns mit Fug und Recht eine Deutsche Burschenschaft.“ – Die Anfänge des Ringes Katholischer Deutscher Burschenschaften (RKDB) im Spannungsfeld von politischem Katholizismus und burschenschaftlicher Idee. In: Harald Lönnecker, Klaus Malettke (Hrsg.): 200 Jahre Wartburgfest. 18. Oktober 1817 – 18. Oktober 2017. Studien zur politischen Bedeutung, zum Zeithintergrund und zum Fortwirken der Wartburgfeier (= Darstellungen und Quellen zur Geschichte der deutschen Einheitsbewegung im 19. und 20. Jahrhundert. Band 22), Universitätsverlag Winter, Heidelberg 2019, ISBN 978-3-8253-4616-4, S. 451–488.